# Турганов, Дюсенбай Нурбаевич
Дюсенбай Нурбаевич Турганов (род. 8 марта 1959, с. Байчунас, Гурьевская область) — казахстанский политический деятель, депутат Мажилиса Парламента Республики Казахстан (2021—), бывший аким Атырау (1999—2002), кандидат технических наук.

## Биография
Дюсенбай Нурбаевич Турганов родился 8 марта 1959 года в селе Байчунас Макатский район Гурьевской области. Происходит из рода Ысык Младшего жуза.
В 1981 году окончил Алма-Атинский энергетический институт по специальности «Инженер-электрик».
В 1991 году окончил Всесоюзный заочный финансово-экономический институт (ВЗФЭИ, ныне Финансовый университет при Правительстве Российской Федерации) по специальности «Экономист».
1981—1993. Электромонтер-релейщик, мастер, начальник электроремонтного участка рудника «Кок-джон», заместитель начальника цеха электроснабжения, главный энергетик рудника «Юго-Восток», начальник цеха электроснабжения, главный энергетик ПО «Каратау».
1993—1994. Генеральный директор многопрофильного производственного объединения предприятий ЖКХ города Каратау.
1994—1997. Первый заместитель акима города Каратау.
1997-02.1999. Аким Сарысусского района Жамбылской области.
02.1999-05.2002. Аким города Атырау.
05.2002-11.2002. Президент ТОО «Каспийстройсервис».
11.2002-09.2007. Вице-президент АО «KEGOC».
17.09.2007-31.03.2010. Вице-министр энергетики и минеральных ресурсов Республики Казахстан.
01.04.2010-12.2011. Вице-министр индустрии и новых технологий Республики Казахстан.
09.2007-06.2011. Член совета директоров АО «Самрук-Энерго».
12.2011-02.2012. Первый заместитель председателя правления АО «Самрук-Энерго».
02.2012-11.2017. Первый заместитель акима Павлодарской области.
11.2017-18.01.2021. Вице-президент по производству, первый вице-президент, первый заместитель генерального директора, заместитель председателя Правления АО «Центрально-Азиатская Электроэнергетическая Корпорация».

## Общественная деятельность
4 декабря 2020 года зарегистрирован кандидатом в депутаты Мажилиса Парламента Республики Казахстан от Общественного объединения «Партия „Nur Otan“».
с 14 января 2021 года депутат Мажилиса Парламента Республики Казахстан седьмого созыва.
Член «Национального научного совета Республики Казахстан»
Президент РОО «Казахстанская федерация пара волейбола»

## Семья
- Жена: Турганова (Абауова) Рахия Мейрамовна
- Дети: дочери - Айнура (1981 г.р.), Майра (1985 г.р.), Аружан (2000 г.р.)[3]
- Родной зять (Муж Майры): Мадиев, Жаслан Хасенович[4]
- Свояк: Кошанов, Ерлан Жаканович[4][5]

## Публикации
Турганов Д. Н. Разработка методов повышения надежности систем электроснабжения, функционирующих в сложных климатических условиях/ Диссертация на соискание ученой степени кандидата технических наук/ 2002.

## Награды и звания
- Ордена: «Курмет» (2008), «Парасат» (2016).
- Медали: «Астана» (1998), «За трудовое отличие» (2001), «10 лет независимости РК» (2001), «20 лет независимости РК» (2011), «25 лет независимости РК» (2016), «За вклад в отрасль электроэнергетики» (2018).
- Звания: «Заслуженный энергетик СНГ» (2004); «Заслуженный энергетик РК» (2009); «Заслуженный энергетик Украины» (2010).